# Eerste Helmersstraat 115-119
Eerste Helmersstraat 115-119 te Amsterdam betreft een drietal portiekwoningen aan de Eerste Helmersstraat te Amsterdam Oud-West.
Bij de bebouwing van de straat werd er portiekwoning na portiekwoning gebouwd. Af en toe werd dit afgewisseld door een blokje van een aantal portiekwoningen, zoals bijvoorbeeld op Eerste Helmersstraat 69-83. Een combinatie van die twee bouwvormen is te vinden op Eerste Helmersstraat 115-119. Het drietal panden is ontworpen en/of gebouwd door Louis Beirer, aannemer en architect in één, hetgeen een gebruikelijke combinatie was. De panden hebben een gelijke constructie tot aan de daklijst. Die gelijkenis is terug te vinden in de ontlastingsbogen bij portiek en ramen. Boven de daklijst treedt een aanmerkelijk verschil op. Huisnummers 115 en 117 hebben voor het puntdak een houten topgevel, huisnummer 119 heeft een stenen trapgevel. De topgevel en bijbehorende verdiepingen van de nummers 115 en 117 verschillen daarbij van uitvoeringen. Onder ontlastingsbogen van die nummers zijn allerlei mozaïekwerkjes te zien, huisnummer 119 ontbeert dat. Boven de drie portieken zijn eveneens werkjes te zien, maar deze zijn bijna vergaan. Op 119 is nog te lezen “Slamat” (een gelukswens of berg in Indonesië), wellicht een verwijzing naar de bewoners.
Scheidingen tussen de gebouwen zijn zichtbaar gemaakt via geglazuurde groene bakstenen. Portieken 115 en 119 hebben nog enkele abstracte tegeltableaus.
In april 2009 werd het complex tot gemeentelijk monument verklaard.
De eerste eeuw (1893-1983) was het onrustig voor de deur; er was daar de ingang (poortgebouw) van het Wilhelmina Gasthuis.

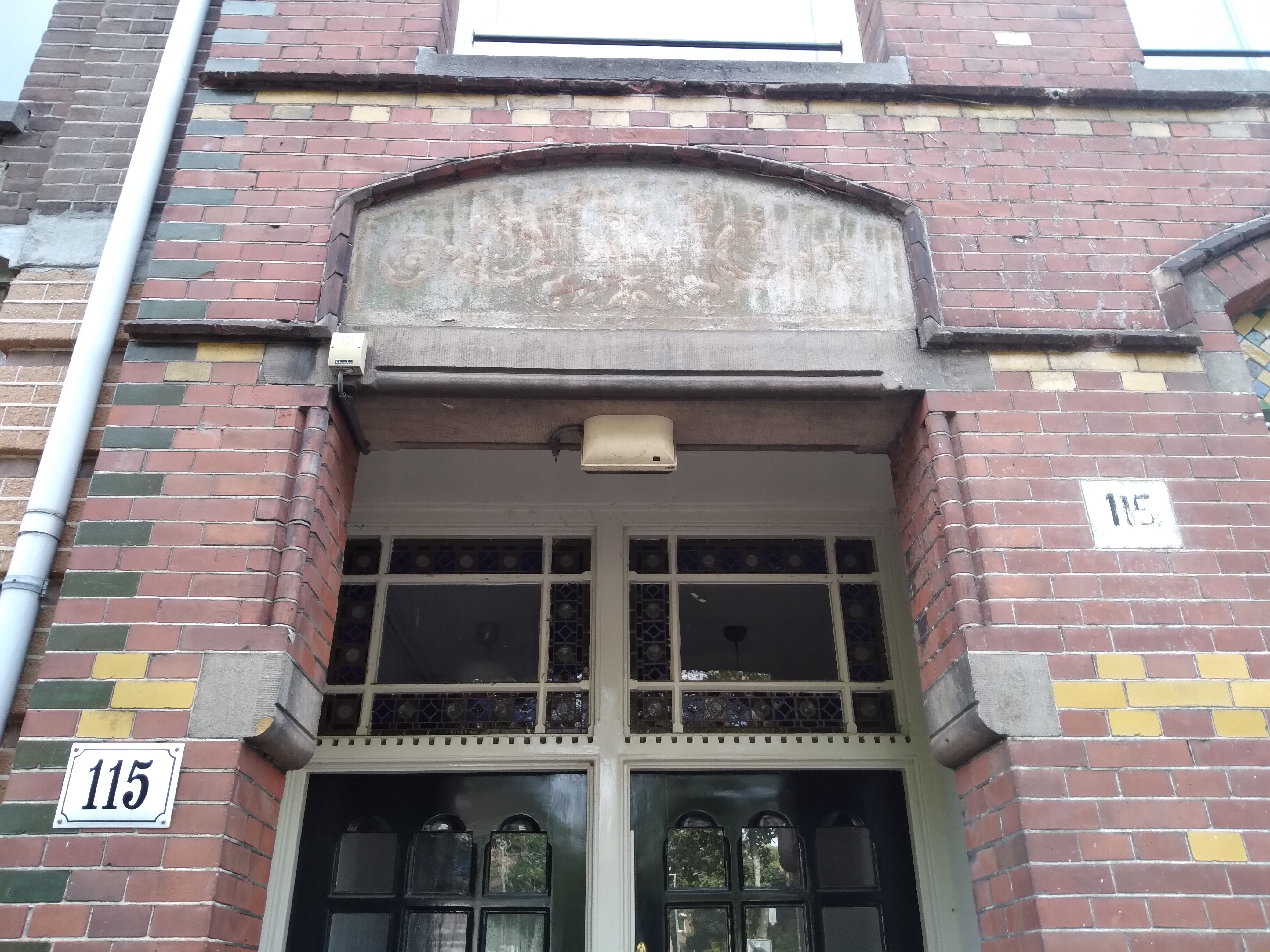
Beschadigd tableau 115 (september 2021)

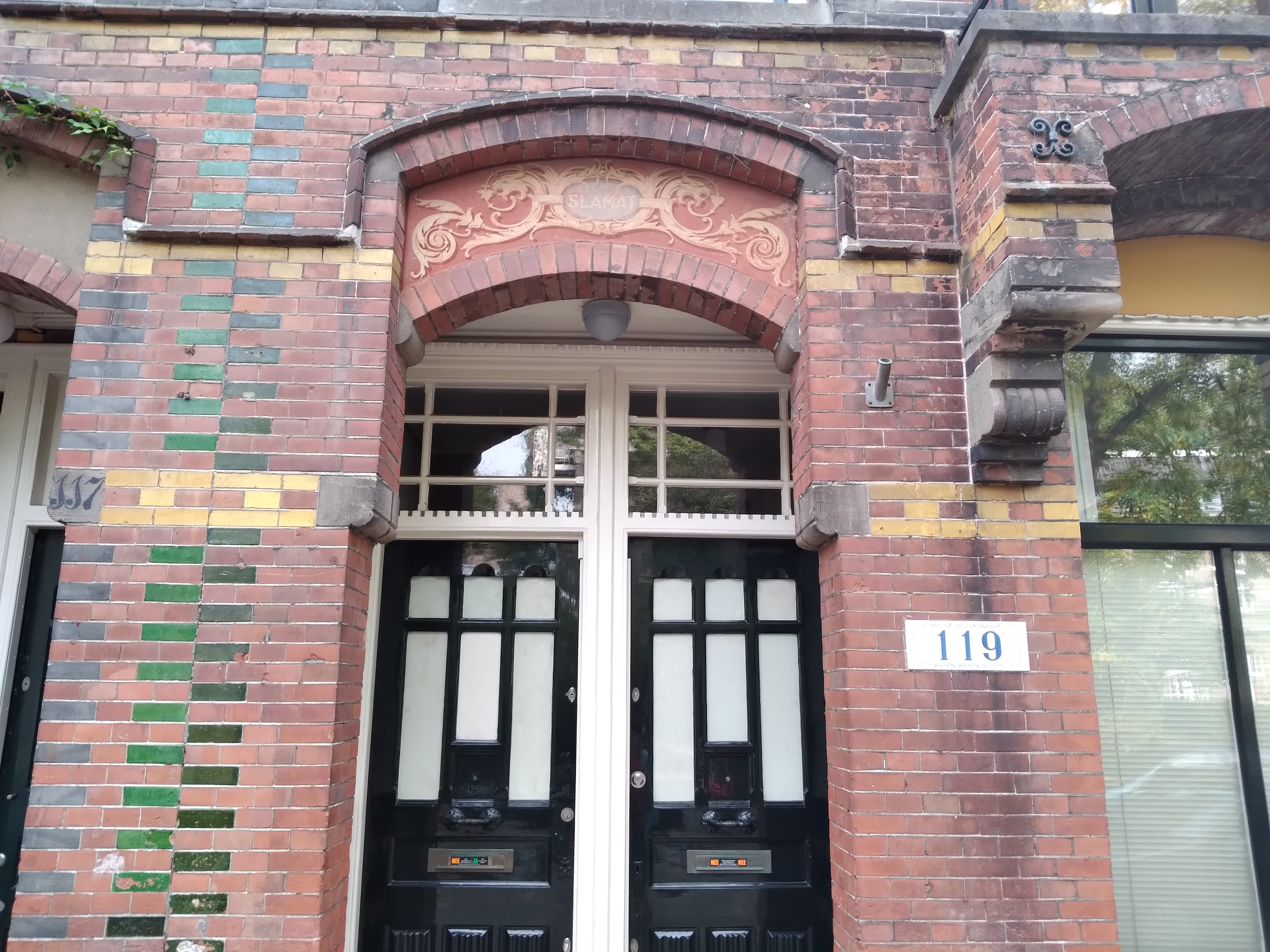
Slamat en geglazuurde stenen 119 (september 2021)